# إيناس بوبكري

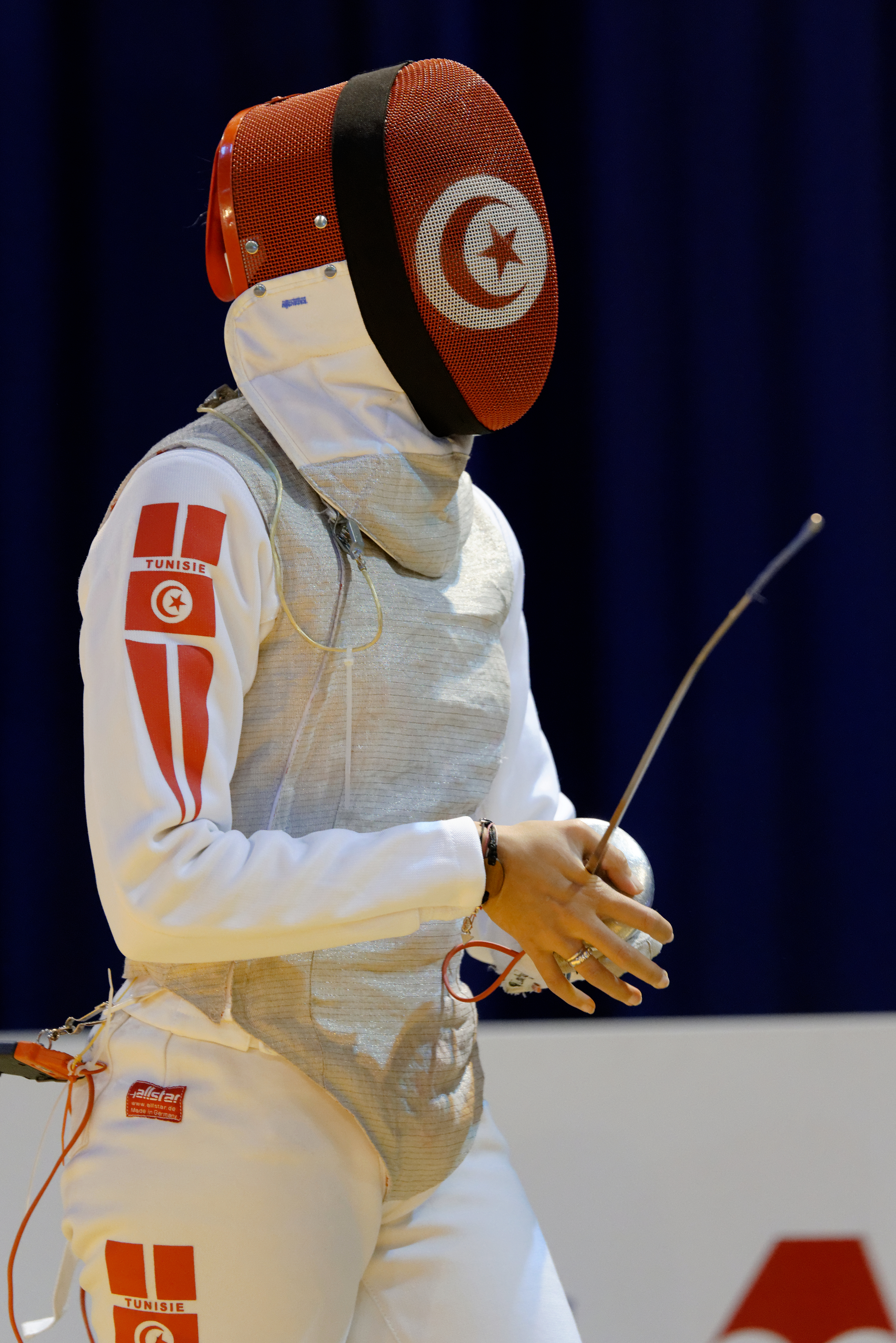
إيناس بوبكري في 2014.

إيناس بوبكري ولدت في 28 ديسمبر 1988 في تونس العاصمة (تونس)، هي مبارزة سيف الشيش تونسية متخصصة في فردي سيف المبارزة وسيف الشيش. تزوجت في 2 أغسطس 2014 بمبارز سيف الشيش الفرنسي إروان لو بيشو.

تحصلت على ميدالية برونزية في بطولة العالم للمبارزة، و11 ميدالية ذهبية و1 فضية و2 برونزية في بطولة أفريقيا للمبارزة، وكذلك 7 ذهبية في بطولة تونس للمبارزة.

## الميداليات

### سيف المبارزة
- بطولة أفريقيا للمبارزة:
  -  ميدالية برونزية في فردي سيف المبارزة للسيدات في بطولة أفريقيا للمبارزة 2011 (القاهرة).
  -  ميدالية ذهبية في سيف المبارزة للفرق للسيدات في بطولة أفريقيا للمبارزة 2011 (القاهرة).
  -  ميدالية ذهبية في سيف المبارزة للفرق للسيدات في بطولة أفريقيا للمبارزة 2010 (تونس العاصمة).
  -  ميدالية ذهبية في سيف المبارزة للفرق للسيدات في بطولة أفريقيا للمبارزة 2009 (داكار).
  -  ميدالية ذهبية في سيف المبارزة للفرق للسيدات في بطولة أفريقيا للمبارزة 2008 (الدار البيضاء).
- ألعاب عموم أفريقيا:
- دورة الألعاب العربية:
  -  ميدالية ذهبية في سيف المبارزة للفرق للسيدات في دورة الألعاب العربية 2011 (الدوحة).
- ألعاب البحر الأبيض المتوسط:
- البطولة العربية للمبارزة:
- بطولة فرنسا للمبارزة:
- بطولة تونس للمبارزة:

### سيف الشيش
- ألاعاب الأولمبية الصيفية:
  -  ميدالية برونزية في فردي سيف الشيش للسيدات في ريو دي جينارو 2016
- بطولة العالم للمبارزة:
  -  ميدالية برونزية في بطولة العالم للمبارزة 2014 (قازان).
- بطولة أفريقيا للمبارزة:
  -  ميدالية ذهبية في فردي سيف الشيش للسيدات في بطولة أفريقيا للمبارزة 2012 (الدار البيضاء).
  -  ميدالية ذهبية في سيف الشيش للفرق للسيدات في بطولة أفريقيا للمبارزة 2012 (الدار البيضاء).
  -  ميدالية ذهبية في فردي سيف الشيش للسيدات في بطولة أفريقيا للمبارزة 2011 (القاهرة).
  -  ميدالية فضية في سيف الشيش للفرق للسيدات في بطولة أفريقيا للمبارزة 2011 (القاهرة).
  -  ميدالية ذهبية في فردي سيف الشيش للسيدات في بطولة أفريقيا للمبارزة 2010 (تونس العاصمة).
  -  ميدالية فضية في سيف الشيش للفرق للسيدات في بطولة أفريقيا للمبارزة 2010 (تونس العاصمة).
  -  ميدالية ذهبية في فردي سيف الشيش للسيدات في بطولة أفريقيا للمبارزة 2009 (داكار).
  -  ميدالية ذهبية في سيف الشيش للفرق للسيدات في بطولة أفريقيا للمبارزة 2009 (داكار).
  -  ميدالية ذهبية في فردي سيف الشيش للسيدات في بطولة أفريقيا للمبارزة 2008 (الدار البيضاء).
  -  ميدالية فضية في سيف الشيش للفرق للسيدات في بطولة أفريقيا للمبارزة 2008 (الدار البيضاء).
- ألعاب عموم أفريقيا:
  -  ميدالية ذهبية في فردي سيف الشيش للسيدات في ألعاب عموم أفريقيا 2015 (برازافيل).
  -  ميدالية ذهبية في فردي سيف الشيش للسيدات في ألعاب عموم أفريقيا 2007 (الجزائر العاصمة).
  -  ميدالية ذهبية في سيف الشيش للفرق للسيدات في ألعاب عموم أفريقيا 2007 (الجزائر العاصمة).
- ألعاب البحر الأبيض المتوسط:
  -  ميدالية فضية في فردي سيف الشيش للسيدات في ألعاب البحر الأبيض المتوسط 2013 (مرسين).
  -  ميدالية برونزية في فردي سيف الشيش للسيدات في ألعاب البحر الأبيض المتوسط 2009 (بسكارا).
- دورة الألعاب العربية:
  -  ميدالية ذهبية في سيف الشيش للفرق للسيدات في دورة الألعاب العربية 2011 (الدوحة).
  -  ميدالية فضية في فردي سيف الشيش للسيدات في دورة الألعاب العربية 2011 (الدوحة).
- البطولة العربية للمبارزة:
- بطولة فرنسا للمبارزة:
  -  ميدالية ذهبية في سيف الشيش للفرق للسيدات في بطولة فرنسا للمبارزة 2015 (مارسيليا).
- بطولة تونس للمبارزة:
  -  ميدالية ذهبية في فردي سيف الشيش للسيدات في بطولة تونس للمبارزة 2007 (تونس العاصمة).
  -  ميدالية ذهبية في فردي سيف الشيش للسيدات في بطولة تونس للمبارزة 2005 (تونس العاصمة).
  -  ميدالية ذهبية في فردي سيف الشيش للسيدات في بطولة تونس للمبارزة 2004 (تونس العاصمة).
  -  ميدالية ذهبية في فردي سيف الشيش للسيدات في بطولة تونس للمبارزة 2003 (تونس العاصمة).
  -  ميدالية ذهبية في فردي سيف الشيش للسيدات في بطولة تونس للمبارزة 2002 (تونس العاصمة).
  -  ميدالية ذهبية في فردي سيف الشيش للسيدات في بطولة تونس للمبارزة 2001 (تونس العاصمة).
  -  ميدالية ذهبية في فردي سيف الشيش للسيدات في بطولة تونس للمبارزة 2000 (تونس العاصمة).

## مقالات ذات صلة
- إروان لو بيشو

## روابط خارجية
- إيناس بوبكري على موقع الاتحاد الدولي للمبارزة (الإنجليزية)
- إيناس بوبكري على موقع اللجنة الأولمبية الدولية (الإنجليزية)
- إيناس بوبكري على موقع أوليمبيديا (الإنجليزية)

- صفحة إيناس بوبكري على موقع الاتحاد الدولي للمبارزة.